# Tindariopsis
Tindariopsis is een geslacht van tweekleppigen uit de  familie van de Bathyspinulidae.

## Soorten
- Tindariopsis aeolata (Dall, 1890)
- Tindariopsis agathida (Dall, 1890)
- Tindariopsis grasslei (Allen, 1993)